# Hippolyte Mège-Mouriès

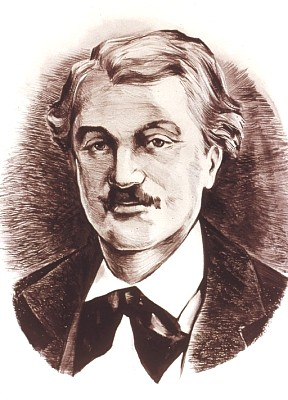
Hippolyte Mège-Mouriés.

Hippolyte Mège-Mouriès (Draguignan, 24 de octubre de 1817-París, 31 de mayo de 1880) fue un químico francés.
Fue el hijo de un profesor de escuela. En 1838 obtuvo un trabajo en el hospital Hôtel-Dieu de París y comenzó a publicar artículos de química aplicada.
Se hizo famoso al patentar la margarina en 1869 y recibió un premio del gobierno francés, dirigido en aquel entonces por el emperador Napoleón III. En 1871 vendió su invento a la firma neerlandesa de Jurgens, que luego se fusionaría Samuel van den Bergh formando la fábrica Margarine Unie, uno de los pilares de Unilever.
- Datos: Q554521
- Multimedia: Hippolyte Mège-Mouriès / Q554521